# Granitites intangendus
Granitites intangendus är en brakvedsväxtart som först beskrevs av F. Müll., och fick sitt nu gällande namn av B.L. Rye. Granitites intangendus ingår i släktet Granitites och familjen brakvedsväxter. Inga underarter finns listade i Catalogue of Life.